# Brink (Virginia Occidental)
Brink es un área no incorporada ubicada dentro de los condados de Marion y Wetzel, Virginia Occidental, Estados Unidos. Está catalogada como un asentamiento humano por la Junta de Nombres Geográficos de los Estados Unidos.
El número de identificación (ID) asignado por el Servicio Geológico de Estados Unidos es 1536353.

## Geografía
Se encuentra a una altitud de 430 metros sobre el nivel del mar (1411 pies) según el conjunto de datos de elevación nacional.